# Luca Scardoni
Luca Scardoni (Bressanone, 15 giugno 1984) è un hockeista su ghiaccio italiano.

## Biografia

### Club
Ha giocato nella massima serie italiana con le maglie di Vipiteno Broncos, HC Bolzano (con cui ha vinto la Coppa Italia 2003-2004) e HC Val Pusteria, ed in seconda serie con HC Bressanone e nuovamente Vipiteno Broncos.

### Nazionale
Ha vestito le maglie delle nazionali azzurre Under-18 ed Under-20, disputando rispettivamente due e tre mondiali di categoria.

### I Falcons Bressanone
Nel marzo del 2013, assieme ad altri cinque giocatori ed ex giocatori (Alex Gusella, Oliver Schenk, Patrick Bona, Matthias Lazzeri e Thomas Oberegger), ha preso in mano la squadra della sua città, l'HC Bressanone, a cui fu subito cambiato il nome (HC Falcons Bressanone). Nella stagione 2015-2016, giocata nella Tiroler Eliteliga, è tornato sul ghiaccio con la maglia dei brissinesi.

## Palmarès

### Club
- Coppa Italia: 1:

Bolzano: 2003-2004